# Chung kết Cúp C1 châu Âu 1982
Trận chung kết Cúp C1 châu Âu năm 1982 là trận chung kết thứ hai mươi bảy của Cúp các đội vô địch bóng đá quốc gia châu Âu, ngày nay là UEFA Champions League. Đây là trận đấu giữa Aston Villa F.C. của Anh và FC Bayern München của Đức trên sân vận động De Kuip ở Rotterdam, Hà Lan vào ngày 26 tháng 5 năm 1982. Với bàn thắng duy nhất của Peter Withe ở phút thứ 67, Aston Villa lần đầu tiên (và duy nhất cho đến nay) giành Cúp C1 châu Âu, đồng thời nối dài chuỗi các câu lạc bộ Anh vô địch giải đấu lên sáu lần liên tiếp.

## Đường tới trận chung kết
| Bayern Munich         | Bayern Munich | Bayern Munich   | Bayern Munich | Vòng          | Aston Villa   | Aston Villa | Aston Villa     | Aston Villa     |
| --------------------- | ------------- | --------------- | ------------- | ------------- | ------------- | ----------- | --------------- | --------------- |
| Đối thủ               | Tổng tỷ số    | Lượt đi         | Lượt về       |               | Đối thủ       | Tổng tỷ số  | Lượt đi         | Lượt về         |
| Östers IF             | 6–0           | 1–0 (Sân khách) | 5–0 (Sân nhà) | Vòng đầu tiên | Valur         | 7–0         | 5–0 (Sân nhà)   | 2–0 (Sân khách) |
| Benfica               | 4–1           | 0–0 (Sân khách) | 4–1 (Sân nhà) | Vòng hai      | Dynamo Berlin | 2–2 (a)     | 2–1 (Sân khách) | 0–1 (Sân nhà)   |
| Universitatea Craiova | 3–1           | 2–0 (Sân khách) | 1–1 (Sân nhà) | Tứ kết        | Dynamo Kyiv   | 2–0         | 0–0 (Sân khách) | 2–0 (Sân nhà)   |
| CSKA Sofia            | 7–4           | 3–4 (Sân khách) | 4–0 (Sân nhà) | Bán kết       | Anderlecht    | 1–0         | 1–0 (Sân nhà)   | 0–0 (Sân khách) |

## Trận đấu

### Diễn biến
Sau 10 phút thi đấu, thủ môn của Jimmy Rimmer của Aston Villa đã tái phát chấn thương vai. Nigel Spink, người thay thế cho anh, mới ra sân lần này là lần thứ hai cho đội một của câu lạc bộ.
Tuy nhiên, màn trình diễn tuyệt vời của anh sau đó đã ngăn chặn mọi nỗ lực của Bayern trong việc ghi bàn, nhiều người coi đây là sự hình thành nên người mà sẽ trở thành thủ môn số một của Villa trong 10 mùa giải tiếp theo.
Bayern đã làm rung mành lưới của Villa khi trận đấu chỉ còn ba phút, nhưng bàn thắng đã bị từ chối do lỗi việt vị. Villa cũng đã đưa được bóng vào lưới Bayern lần thứ hai chỉ vài giây trước khi trận đấu kết thúc nhưng cũng bị từ chối.
Với tư cách là nhà đương kim vô địch cúp C1 châu Âu Villa đã được tham dự Cúp C1 châu Âu, Siêu cúp bóng đá châu Âu và Cúp bóng đá liên lục địa vào mùa giải tiếp theo. Họ đã trở thành cựu vương sau thất bại tại vòng tứ kết trong mùa giải tiếp theo trước Juventus. Họ đánh bại Barcelona với tổng tỷ số 3–1 để vô địch Siêu cúp bóng đá châu Âu, nhưng để thua 2–0 trước câu lạc bộ đến từ Uruguay Peñarol trong trận Cúp bóng đá liên lục địa diễn ra tại Tokyo, Nhật Bản.

### Chi tiết
| Aston Villa | 1–0 | Bayern München |
| ----------- | --- | -------------- |
| Withe 67'   |     |                |

| Aston Villa | Bayern München |

| ASTON VILLA:     |    |                      |          |    |
|                  |    |                      |          |    |
| TM               | 1  | Jimmy Rimmer         |          | 8' |
| HV               | 2  | Kenny Swain          |          |    |
| HV               | 3  | Allan Evans          |          |    |
| HV               | 4  | Ken McNaught         |          |    |
| HV               | 5  | Gary Williams        | Thẻ vàng |    |
| TV               | 6  | Des Bremner          |          |    |
| TV               | 7  | Gordon Cowans        |          |    |
| TV               | 8  | Dennis Mortimer (ĐT) |          |    |
| TV               | 9  | Gary Shaw            |          |    |
| TĐ               | 10 | Tony Morley          |          |    |
| TĐ               | 11 | Peter Withe          |          |    |
| Dự bị:           |    |                      |          |    |
| TM               | 12 | Nigel Spink          |          | 8' |
| Huấn luyện viên: |    |                      |          |    |
| Tony Barton      |    |                      |          |    |

| BAYERN MÜNCHEN:  |    |                            |  |     |
|                  |    |                            |  |     |
| TM               | 1  | Manfred Müller             |  |     |
| HV               | 2  | Wolfgang Dremmler          |  |     |
| HV               | 3  | Udo Horsmann               |  |     |
| HV               | 4  | Hans Weiner                |  |     |
| HV               | 5  | Klaus Augenthaler          |  |     |
| TV               | 6  | Wolfgang Kraus             |  | 79' |
| TV               | 7  | Bernd Dürnberger           |  |     |
| TV               | 8  | Paul Breitner              |  |     |
| TĐ               | 9  | Dieter Hoeneß              |  |     |
| TV               | 10 | Reinhold Mathy             |  | 52' |
| TĐ               | 11 | Karl-Heinz Rummenigge (ĐT) |  |     |
| Dự bị:           |    |                            |  |     |
| TV               |    | Günter Güttler             |  | 52' |
| TV               |    | Kurt Niedermayer           |  | 79' |
| TM               |    | Walter Junghans            |  |     |
| Huấn luyện viên: |    |                            |  |     |
| Pál Csernai      |    |                            |  |     |